# Castelo Craigneach
O Castelo Craigneach (em inglês:  Craigneach Castle) foi um castelo localizado em Knockando, Moray, Escócia.

## História
As fundações e os restos de muralhas existentes, indicam que seria uma estrutura de considerável tamanho e resistência.
Relatos locais referem-se ao local como Elchies Castle e H. B. Mackintosh sugere que poderá ter sido o "Lugar dos Elchies", pilhado pelos Covenanter em 1645, mas mais nada se sabe.